# Death to Analog
Death to Analog (в пер. с англ. Смерть аналогового) — дебютный студийный альбом американской синти-рок-группы Julien-K. Релиз пластинки состоялся весной 2009 года.

## Об альбоме
В 2007 году Julien-K впервые провели гастрольный тур, во время которого группа выступала на разогреве у Linkin Park, Mindless Self Indulgence, Evanescence и The Birthday Massacre. Тур продлился до 2008 и сразу после его окончания музыканты начали работу над дебютной пластинкой.
7 января 2009 года в профиле группы на Myspace Райан Шак указал дату выхода альбома. Также он сообщил, что пластинка будет выпущена лейблом Metropolis Records. Через некоторое время на официальном сайте Metropolis был обнародован трек-лист и опубликован пресс-релиз, в котором было написано следующее:
Julien-K является детищем членов "платиновой" группы Orgy: Амира Дерака и Райана Шака. Сочетая в себе элементы мрачной клубной электронной музыки со стилями современного рока и попа, Julien-K находятся на переднем плане электронной музыкальной сцены. После прихода барабанщика Элиас Андра и студийного сотрудника Брендон Бельски, бэк-вокал и клавишные, своими взрывоопасными живыми выступлениями Julien-K раздвинули рамки того, под чем понимали традиционную электронную музыку. Исполнительный продюсер Честер Беннингтон, из Linkin Park, сделал Death to Analog потрясающим пейзажем музыкальных влияний, которые после первого прослушивания тянут слушателя в свой мир; мир, где технология сливается с художественным выражением так, как никто не делал этого раньше.
Обязанности звукового дизайнера и инженера выполнял Тим Палмер, который также работал с The Cure, Dead or Alive, Gene Loves Jezebel, HIM и U2.
23 января 2009 в качестве сингла вышла композиция «Kick the Bass». К песне был снят видеоклип, в котором эпизодические роли исполнили Честер Беннингтон и его супруга Талинда Энн Бентли. Клип содержал элементы множество эротических сцен и элементы бондажа, из-за чего перед трансляцией на телевидении подвергся жёсткой цензуре. Оригинальная версия видео была доступна для просмотра на playboy.com с 10 февраля 2009 года.
Death to Analog был выпущен весной 2009 года. Параллельно ему был выпущен альбом ремиксов Death to Digital (в пер. с англ. Смерть цифрового), на котором были представлены переработанные версии композиций Death to Analog. Весной 2010 состоялся релиз Death to Digital X, который содержал дополнительные ремиксы.

## Список композиций
| №                   | Название                 | Длительность |
| ------------------- | ------------------------ | ------------ |
| 1.                  | «Death to Analog»        | 5:15         |
| 2.                  | «Someday Soon»           | 4:12         |
| 3.                  | «Kick the Bass»          | 3:42         |
| 4.                  | «Technical Difficulties» | 4:20         |
| 5.                  | «Systeme de Sexe»        | 5:26         |
| 6.                  | «Maestro»                | 3:30         |
| 7.                  | «Forever»                | 4:29         |
| 8.                  | «Spiral»                 | 3:22         |
| 9.                  | «Nvr Say Nvr»            | 4:01         |
| 10.                 | «Dystopian Girl»         | 5:01         |
| 11.                 | «Look at U»              | 3:47         |
| 12.                 | «Stranded»               | 3:57         |
| 13.                 | «Disease»                | 3:56         |
| 14.                 | «Futura (DTA Mix)»       | 4:29         |
| Общая длительность: | Общая длительность:      | 59:27        |

| №                   | Название                         | Длительность |
| ------------------- | -------------------------------- | ------------ |
| 15.                 | «Dreamland»                      | 4:07         |
| 16.                 | «Killing Fields»                 | 5:16         |
| 17.                 | «Maestro» (Brandon Belsky Remix) | 7:00         |
| Общая длительность: | Общая длительность:              | 75:50        |

| №   | Название                                                 | Длительность |
| --- | -------------------------------------------------------- | ------------ |
| 16. | «Maestro» (Brandon Belsky Remix)                         | 7:00         |
| 17. | «Kick the Bass» (Virgin Tears and Fu Remix)              | 6:37         |
| 18. | «Technical Difficulties» (iPunk Remix)                   | 5:42         |
| 19. | «Disease» (Chris Holmes Ashtar Command Remix)            | 5:39         |
| 20. | «Technical Difficulties» (Bryan Black Remix)             | 6:37         |
| 21. | «Technical Difficulties» (Bryan Black Synth Attak Remix) | 5:56         |

| №   | Название                                  | Длительность |
| --- | ----------------------------------------- | ------------ |
| 15. | «Spiral» (Paul Oakenfold Remix)           | 6:36         |
| 16. | «Kick the Bass» (She Wants Revenge Remix) | 4:56         |

### Death to Digital
| №   | Название                                  | Длительность |
| --- | ----------------------------------------- | ------------ |
| 1.  | «Someday Soon (Headcleanr Remix)»         | 3:10         |
| 2.  | «Maestro (Koma + Bones Remix)»            | 6:33         |
| 3.  | «Spiral (Paul Oakenfold Remix)»           | 6:32         |
| 4.  | «Kick the Bass (She Wants Revenge Remix)» | 4:57         |
| 5.  | «Disease (Franz & Shape Remix)»           | 5:06         |
| 6.  | «Stranded (Jagz Kooner Remix)»            | 4:59         |
| 7.  | «Forever (Bon Harris Remix)»              | 6:25         |
| 8.  | «Systeme de Sexe (Combichrist Remix)»     | 6:17         |
| 9.  | «Death to Analog (Mike Shinoda Remix)»    | 4:06         |
| 10. | «Look At U (Deadmau5 Remix)»              | 4:59         |
| 11. | «Technical Difficulties (Photek Remix)»   | 6:34         |

| №   | Название                                                   | Длительность |
| --- | ---------------------------------------------------------- | ------------ |
| 1.  | «Someday Soon (Headcleanr Remix)»                          | 3:08         |
| 2.  | «Stranded (Jagz Kooner Remix)»                             | 4:58         |
| 3.  | «Disease (Franz & Shape Remix)»                            | 5:07         |
| 4.  | «Forever (Bon harris Remix)»                               | 6:23         |
| 5.  | «Kick the Bass (She Wants Revenge Remix)»                  | 4:55         |
| 6.  | «Systeme de Sexe (Combichrist Remix)»                      | 6:21         |
| 7.  | «Death to Analog (Mike Shinoda Remix)»                     | 4:05         |
| 8.  | «Technical Difficulties (Photek Remix)»                    | 6:34         |
| 9.  | «Dreamland (Dave the Hustler - In Hustler's Dreams Remix)» | 6:10         |
| 10. | «Technical Difficulties (iPunk Remix)»                     | 5:41         |
| 11. | «Death to Analog (Tim Palmer's Xtended Dub)»               | 6:31         |
| 12. | «Someday Soon (Fu's Dirty Edit)»                           | 6:50         |
| 13. | «Systeme de Sexe (iPunk Remix)»                            | 4:51         |
| 14. | «Technical Difficulties (Bryan Black Remix)»               | 6:15         |
| 15. | «Maestro (Brandon Belsky Remix)»                           | 6:59         |
| 16. | «Technical Difficulties (Bryan Black Synth Attak)»         | 5:56         |
| 17. | «Disease (Chris Holmes Remix)»                             | 5:38         |

## Позиции в чартах
| Чарт (2009)             | Высшая позиция |
| ----------------------- | -------------- |
| Dance/Electronic Albums | 10             |
| Top Heatseekers         | 37             |

## История релиза
| Дата            | Лейбл              | Формат(ы)            |
| --------------- | ------------------ | -------------------- |
| 10 марта 2009   | Metropolis Records | CD                   |
| 7 апреля 2009   | Metropolis Records | Грампластинка        |
| 20 октября 2009 | Metropolis Records | Цифровая дистрибуция |
| 5 марта 2010    | Metropolis Records | CD (диджипак)        |